# Campeonato Mundial de Handebol Masculino de 2005
O Campeonato Mundial de Handebol de 2005 aconteceu entre 23 de janeiro e 6 de fevereiro, na Tunísia. Foi a 19ª edição da competição.

## Sedes
| Grupo          | Cidade   | Instalação                        | Capacidade |
| -------------- | -------- | --------------------------------- | ---------- |
| A e Fase Final | Radés    | Pavilhão 7 de Novembro            |            |
| B              | Hammamet | Pavilhão El Menzah                |            |
| C              | Sfax     | Pavilhão Desportivo 7 de Novembro |            |
| D              | Susa     | Sala Olímpica                     |            |
| Fase Final     | Nabeul   | Pavilhão 7 de Novembro            |            |

## Times
| Grupo A   | Grupo B   | Grupo C   | Grupo D             |
| --------- | --------- | --------- | ------------------- |
| Tunísia   | Chéquia   | Croácia   | Alemanha            |
| Angola    | Islândia  | Argentina | Egito               |
| França    | Rússia    | Espanha   | Sérvia e Montenegro |
| Canadá    | Argélia   | Japão     | Catar               |
| Dinamarca | Eslovênia | Suécia    | Noruega             |
| Grécia    | Kuwait    | Austrália | Brasil              |

## Fase Preliminar
Os três primeiros de cada grupo avançam à Próxima Fase.

### Grupo A
| Time      | P | V | E | D | GP  | GC  | SG  | Pts. |
| --------- | - | - | - | - | --- | --- | --- | ---- |
| Tunísia   | 5 | 3 | 2 | 0 | 159 | 118 | +41 | 8    |
| Grécia    | 5 | 3 | 1 | 1 | 132 | 117 | +15 | 7    |
| França    | 5 | 3 | 1 | 1 | 161 | 106 | +55 | 7    |
| Dinamarca | 5 | 3 | 0 | 2 | 174 | 117 | +57 | 6    |
| Angola    | 5 | 1 | 0 | 4 | 108 | 179 | -70 | 2    |
| Canadá    | 5 | 0 | 0 | 5 | 103 | 121 | -98 | 0    |

- Resultados

| Data     | Hora² | Partida¹  | Partida¹ | Partida¹  | Resultado |
| -------- | ----- | --------- | -------- | --------- | --------- |
| 23.01.05 | 17:00 | Tunísia   | -        | Angola    | 39-23     |
| 23.01.05 | 19:00 | França    | -        | Canadá    | 44-16     |
| 23.01.05 | 21:00 | Dinamarca | -        | Grécia    | 27-23     |
| 25.01.05 | 16:15 | Grécia    | -        | França    | 20-19     |
| 25.01.05 | 18:15 | Canadá    | -        | Tunísia   | 20-42     |
| 25.01.05 | 20:15 | Angola    | -        | Dinamarca | 19-47     |
| 26.01.05 | 16:15 | Grécia    | -        | Angola    | 26-21     |
| 26.01.05 | 18:15 | França    | -        | Tunísia   | 26-26     |
| 26.01.05 | 20:15 | Dinamarca | -        | Canadá    | 52-18     |
| 28.01.05 | 16:15 | Canadá    | -        | Grécia    | 23-26     |
| 28.01.05 | 18:15 | Tunísia   | -        | Dinamarca | 25-22     |
| 28.01.05 | 20:15 | França    | -        | Angola    | 40-18     |
| 29.01.05 | 16:15 | Angola    | -        | Canadá    | 27-26     |
| 29.01.05 | 18:15 | Tunísia   | -        | Grécia    | 27-27     |
| 29.01.05 | 20:15 | Dinamarca | -        | França    | 26-32     |

- (¹) -  Todos em Radés
- (²) -  Hora local de Túnis (UTC +1)

### Grupo B
| Time      | P | V | E | D | GP  | GC  | SG  | Pts. |
| --------- | - | - | - | - | --- | --- | --- | ---- |
| Rússia    | 5 | 5 | 0 | 0 | 151 | 103 | +48 | 10   |
| Chéquia   | 5 | 2 | 2 | 1 | 145 | 136 | +9  | 6    |
| Eslovênia | 5 | 2 | 2 | 1 | 154 | 137 | +17 | 6    |
| Islândia  | 5 | 2 | 1 | 2 | 154 | 144 | +10 | 5    |
| Argélia   | 5 | 1 | 1 | 3 | 138 | 153 | -15 | 3    |
| Kuwait    | 5 | 0 | 0 | 5 | 101 | 170 | -69 | 0    |

- Resultados

| Data     | Hora² | Partida¹  | Partida¹ | Partida¹  | Resultado |
| -------- | ----- | --------- | -------- | --------- | --------- |
| 23.01.05 | 17:00 | Chéquia   | -        | Islândia  | 34-34     |
| 23.01.05 | 19:00 | Rússia    | -        | Argélia   | 28-22     |
| 23.01.05 | 21:00 | Eslovênia | -        | Kuwait    | 34-17     |
| 25.01.05 | 16:15 | Kuwait    | -        | Rússia    | 11-38     |
| 25.01.05 | 18:15 | Argélia   | -        | Chéquia   | 29-29     |
| 25.01.05 | 20:15 | Islândia  | -        | Eslovênia | 33-34     |
| 26.01.05 | 16:15 | Eslovênia | -        | Argélia   | 33-28     |
| 26.01.05 | 18:15 | Rússia    | -        | Chéquia   | 25-21     |
| 26.01.05 | 20:15 | Kuwait    | -        | Islândia  | 22-31     |
| 28.01.05 | 16:15 | Rússia    | -        | Islândia  | 29-22     |
| 28.01.05 | 18:15 | Chéquia   | -        | Eslovênia | 28-26     |
| 28.01.05 | 20:15 | Argélia   | -        | Kuwait    | 34-29     |
| 29.01.05 | 16:15 | Islândia  | -        | Argélia   | 34-25     |
| 29.01.05 | 18:15 | Chéquia   | -        | Kuwait    | 33-22     |
| 29.01.05 | 20:15 | Eslovênia | -        | Rússia    | 27-31     |

- (¹) -  Todos em Hammamet
- (²) -  Hora local de Túnis (UTC +1)

### Grupo C
| Time      | P | V | E | D | GP  | GC  | SG   | Pts. |
| --------- | - | - | - | - | --- | --- | ---- | ---- |
| Croácia   | 5 | 5 | 0 | 0 | 169 | 124 | +45  | 10   |
| Espanha   | 5 | 4 | 0 | 1 | 191 | 128 | +63  | 8    |
| Suécia    | 5 | 3 | 0 | 2 | 164 | 118 | +46  | 6    |
| Japão     | 5 | 2 | 0 | 3 | 121 | 151 | -30  | 4    |
| Argentina | 5 | 1 | 0 | 4 | 133 | 141 | -8   | 2    |
| Austrália | 5 | 0 | 0 | 5 | 85  | 201 | -116 | 0    |

- Resultados

| Data     | Hora² | Partida¹  | Partida¹ | Partida¹  | Resultado |
| -------- | ----- | --------- | -------- | --------- | --------- |
| 23.01.05 | 17:00 | Croácia   | -        | Argentina | 36-23     |
| 23.01.05 | 19:00 | Espanha   | -        | Japão     | 41-22     |
| 23.01.05 | 21:00 | Suécia    | -        | Austrália | 49-16     |
| 24.01.05 | 16:15 | Austrália | -        | Espanha   | 19-51     |
| 24.01.05 | 18:15 | Japão     | -        | Croácia   | 25-34     |
| 24.01.05 | 20:15 | Argentina | -        | Suécia    | 23-30     |
| 26.01.05 | 16:15 | Croácia   | -        | Austrália | 38-18     |
| 26.01.05 | 18:15 | Argentina | -        | Japão     | 25-27     |
| 26.01.05 | 20:15 | Suécia    | -        | Espanha   | 26-33     |
| 27.01.05 | 16:15 | Suécia    | -        | Japão     | 32-18     |
| 27.01.05 | 18:15 | Espanha   | -        | Croácia   | 31-33     |
| 27.01.05 | 20:15 | Austrália | -        | Argentina | 13-34     |
| 29.01.05 | 16:15 | Japão     | -        | Austrália | 29-19     |
| 29.01.05 | 18:15 | Espanha   | -        | Argentina | 35-28     |
| 29.01.05 | 20:15 | Croácia   | -        | Suécia    | 28-27     |

- (¹) -  Todos em Sfax
- (²) -  Hora local de Túnis (UTC +1)

### Grupo D
| Time                | P | V | E | D | GP  | GC  | SG  | Pts. |
| ------------------- | - | - | - | - | --- | --- | --- | ---- |
| Sérvia e Montenegro | 5 | 4 | 0 | 1 | 139 | 117 | +22 | 8    |
| Noruega             | 5 | 3 | 1 | 1 | 142 | 105 | +37 | 7    |
| Alemanha            | 5 | 3 | 1 | 1 | 149 | 115 | +34 | 7    |
| Egito               | 5 | 3 | 0 | 2 | 123 | 123 | 0   | 6    |
| Brasil              | 5 | 1 | 0 | 4 | 104 | 146 | -42 | 2    |
| Catar               | 5 | 0 | 0 | 5 | 117 | 168 | -51 | 0    |

- Resultados

| Data     | Hora² | Partida¹            | Partida¹ | Partida¹            | Resultado |
| -------- | ----- | ------------------- | -------- | ------------------- | --------- |
| 23.01.05 | 17:00 | Alemanha            | -        | Egito               | 28-25     |
| 23.01.05 | 19:00 | Sérvia e Montenegro | -        | Catar               | 34-26     |
| 23.01.05 | 21:00 | Noruega             | -        | Brasil              | 34-12     |
| 24.01.05 | 16:15 | Egito               | -        | Sérvia e Montenegro | 24-22     |
| 24.01.05 | 18:15 | Brasil              | -        | Alemanha            | 23-30     |
| 24.01.05 | 20:15 | Catar               | -        | Noruega             | 22-33     |
| 26.01.05 | 16:15 | Alemanha            | -        | Catar               | 40-15     |
| 26.01.05 | 18:15 | Egito               | -        | Brasil              | 24-20     |
| 26.01.05 | 20:15 | Sérvia e Montenegro | -        | Noruega             | 25-24     |
| 27.01.05 | 16:15 | Catar               | -        | Egito               | 29-31     |
| 27.01.05 | 18:15 | Sérvia e Montenegro | -        | Brasil              | 33-19     |
| 27.01.05 | 20:15 | Noruega             | -        | Alemanha            | 27-27     |
| 29.01.05 | 16:15 | Alemanha            | -        | Sérvia e Montenegro | 24-25     |
| 29.01.05 | 18:15 | Brasil              | -        | Catar               | 30-25     |
| 29.01.05 | 20:15 | Noruega             | -        | Egito               | 24-19     |

- (¹) -  Todos em Susa
- (²) -  Hora local de Túnis(UTC +1)

## Segunda Fase
Classificaram-se 12 equipes (as três melhores de cada grupo) e foram formados dois novos, o 1 com os melhores dos grupos A e B, e o grupo 2 com os melhores dos grupos C e D. Competiram entre si com os pontos conquistados na fase anterior, mas eliminando os pontos que obtiveram ao jogar com as três equipes eliminadas.

### Grupo 1
| Time      | P | V | E | D | GP  | GC  | SG  | Pts. |
| --------- | - | - | - | - | --- | --- | --- | ---- |
| Tunísia   | 5 | 2 | 3 | 0 | 150 | 128 | +22 | 7    |
| França    | 5 | 2 | 2 | 1 | 127 | 120 | +7  | 6    |
| Grécia    | 5 | 2 | 2 | 1 | 134 | 138 | -4  | 6    |
| Rússia    | 5 | 2 | 0 | 3 | 126 | 137 | -11 | 4    |
| Chéquia   | 5 | 2 | 0 | 3 | 131 | 147 | -16 | 4    |
| Eslovênia | 5 | 1 | 2 | 1 | 142 | 140 | +2  | 4    |

- Resultados

| Data     | Hora² | Partida¹  | Partida¹ | Partida¹  | Resultado |
| -------- | ----- | --------- | -------- | --------- | --------- |
| 31.01.05 | 16:15 | Grécia    | -        | Eslovênia | 29-37     |
| 31.01.05 | 18:15 | Tunísia   | -        | Chéquia   | 36-25     |
| 31.01.05 | 20:15 | França    | -        | Rússia    | 25-22     |
| 01.02.05 | 16:15 | Chéquia   | -        | França    | 26-31     |
| 01.02.05 | 18:15 | Eslovênia | -        | Tunísia   | 26-26     |
| 01.02.05 | 20:15 | Rússia    | -        | Grécia    | 24-29     |
| 03.02.05 | 16:15 | Grécia    | -        | Chéquia   | 29-31     |
| 03.02.05 | 18:15 | Tunísia   | -        | Rússia    | 35-24     |
| 03.02.05 | 20:15 | França    | -        | Eslovênia | 26-26     |

- (¹) -  Todos em Radés
- (²) -  Hora local de Túnis (UTC +1)

### Grupo 2
| Time                | P | V | E | D | GP  | GC  | SG  | Pts. |
| ------------------- | - | - | - | - | --- | --- | --- | ---- |
| Croácia             | 5 | 4 | 0 | 1 | 139 | 135 | +4  | 8    |
| Espanha             | 5 | 3 | 1 | 1 | 155 | 139 | +16 | 7    |
| Sérvia e Montenegro | 5 | 2 | 2 | 1 | 127 | 126 | +1  | 6    |
| Noruega             | 5 | 2 | 1 | 2 | 137 | 139 | -2  | 5    |
| Alemanha            | 5 | 1 | 1 | 3 | 132 | 135 | -3  | 3    |
| Suécia              | 5 | 0 | 1 | 4 | 132 | 148 | -16 | 1    |

- Resultados

| FData    | Hora² | Partida¹            | Partida¹ | Partida¹            | Resultado |
| -------- | ----- | ------------------- | -------- | ------------------- | --------- |
| 31.01.05 | 16:15 | Espanha             | -        | Alemanha            | 32-28     |
| 31.01.05 | 18:15 | Suécia              | -        | Sérvia e Montenegro | 26-26     |
| 31.01.05 | 20:15 | Croácia             | -        | Noruega             | 25-28     |
| 01.02.05 | 16:15 | Alemanha            | -        | Croácia             | 26-29     |
| 01.02.05 | 18:15 | Sérvia e Montenegro | -        | Espanha             | 28-28     |
| 01.02.05 | 20:15 | Noruega             | -        | Suécia              | 34-31     |
| 03.02.05 | 16:15 | Suécia              | -        | Alemanha            | 22-27     |
| 03.02.05 | 18:15 | Croácia             | -        | Sérvia e Montenegro | 24-23     |
| 03.02.05 | 20:15 | Espanha             | -        | Noruega             | 31-24     |

- (¹) -  Todos em Nabeul
- (²) -  Hora local de Túnis(UTC +1)

## Semifinais
| Data     | Hora² | Partida¹ | Partida¹ | Partida¹ | Resultado |
| -------- | ----- | -------- | -------- | -------- | --------- |
| 05.02.05 | 15:00 | Tunísia  | -        | Espanha  | 30-33     |
| 05.02.05 | 17:30 | Croácia  | -        | França   | 35-32     |

- (¹) -  Em Radés
- (²) -  Hora local de Túnis (UTC +1)

## Terceiro lugar
| Data     | Hora² | Partida¹ | Partida¹ | Partida¹ | Resultado |
| -------- | ----- | -------- | -------- | -------- | --------- |
| 06.02.06 | 15:00 | França   | -        | Tunísia  | 32-27     |

## Final
| Data     | Hora² | Partida¹ | Partida¹ | Partida¹ | Resultado |
| -------- | ----- | -------- | -------- | -------- | --------- |
| 06.02.05 | 17:30 | Espanha  | -        | Croácia  | 40-34     |

- (¹) -  Em Radés
- (²) -  Hora local de Túnis (UTC +1)

### Classificação Geral
| 1. Espanha             |
| 2. Croácia             |
| 3. França              |
| 4. Tunísia             |
| 5. Sérvia e Montenegro |
| 6. Grécia              |
| 7. Noruega             |
| 8. Rússia              |
| 9. Alemanha            |
| 10. Chéquia            |
| 11. Suécia             |
| 12. Eslovênia          |
| 13. Dinamarca          |
| 14. Egito              |
| 15. Islândia           |
| 16. Japão              |
| 17. Argélia            |
| 18. Argentina          |
| 19. Brasil             |
| 20. Angola             |
| 21. Catar              |
| 22. Kuwait             |
| 23. Canadá             |
| 24. Austrália          |

### Artilheiros
| Posição | Nome             | País    | Gols |
| ------- | ---------------- | ------- | ---- |
| 1       | Wissem Hmam      | Tunísia | 81   |
| 2       | Eduard Kokcharov | Rússia  | 80   |
| 3       | Mirza Džomba     | Croácia | 62   |

### Equipe do Campeonato
| Jogador          | País                | Posto           |
| ---------------- | ------------------- | --------------- |
| Arpad Šterbik    | Sérvia e Montenegro | Goleiro         |
| Eduard Kokcharov | Rússia              | Meia Esquerda   |
| Wissem Hman      | Tunísia             | Ponta Esquerda  |
| Ivano Balić      | Croácia             | Central-Armador |
| Mateo Garralda   | Espanha             | Ponta Direita   |
| Mirza Džomba     | Croácia             | Meia Direita    |
| David Juříček    | Chéquia             | Pivô            |

| Campeonato Mundial de Handebol Masculino de 2005 |
| Campeão                                          |
| ------------------------------------------------ |
| Espanha 1º Título                                |